# Epidemia cholery na Malcie (1837)
Epidemia cholery na Malcie w 1837 roku – poważny wybuch epidemii cholery na wyspach Malta i Gozo. Trwała od 9 czerwca do 11 października 1837 roku. W jej wyniku śmierć poniosły co najmniej 4224 osoby.

## Tło
Od drugiej dekady XIX wieku cholera dziesiątkowała społeczeństwa azjatyckie. W roku 1816 w Indiach cholera przybrała rozmiary epidemii. Dotarła do Chin w 1819 roku, dwa lata później do Persji. Kilka lat później cholera dotarła również do Europy i spustoszyła wiele krajów na całym kontynencie, w tym Rosję w 1830 roku, rok później Wiedeń i Berlin,  w 1832 dosięgła Wielką Brytanię (głównie Londyn), w kolejnych latach Hiszpanię (1833), Gibraltar (1834), Francję - głównie Marsylię (1835) oraz w 1837 roku Królestwo Obojga Sycylii. Do tego czasu w wyniku cholery śmierć na całym świecie poniosły co najmniej 62 mln osób.
W czerwcu 1837 cholera dotarła również na wyspę Malta, która została prawdopodobnie przetransportowana przez załogę jednego ze statków z Królestwa Obojga Sycylii.

## Przebieg epidemii

### Epidemia w więzieniach
9 czerwca 1837 tajemnicza zaraza zaatakowała dwóch więźniów w areszcie Ospizio we Florianie, błyskawicznie pozbawiając ich życia. W ciągu kolejnych czterech dni śmierć poniosło kolejnych 25 osób.
Początkowo sądzono, że przyczyną wysokiej śmiertelności były niewłaściwe warunki sanitarne w więzieniu. Z tego też powodu w nocy z 13 na 14 czerwca, nakazano przetransportowanie i odizolowanie 645 z 750 więźniów w innym areszcie, znajdującym się w Fort Ricasoli. Podjęte środki zaradcze okazały się nieskuteczne, gdyż tajemnicza zaraza w nowym miejscu w ciągu zaledwie dziesięciu dni pozbawiła życia aż 200 więźniów. Wówczas stało się jasne, że na Maltę dotarła cholera, dziesiątkująca od kilku lat kontynentalną Europę.
W Fort Ricasoli wśród personelu medycznego wybuchła panika, gdyż na cholerę zapadło dwóch lekarzy, przez co pozostali oraz większość pielęgniarek porzuciło stanowiska pracy. Przetransportowanie ciężko chorych więźniów do szpitali poza więzienną placówką było niemożliwe. Ciała kilkudziesięciu zmarłych spośród 442 nie zostały w ogóle pochowane. Pozostali zmarli zostali pochowani w zbiorowym grobie, niedaleko Fortu Ricasoli, na działce, gdzie obecnie znajduje się cmentarz Wied Għammieq. 83 wyzdrowiałym więźniom pozwolono wrócić do swych rodzin.

### Środki zaradcze
19 czerwca 1837 roku, z pewnym opóźnieniem, gubernator generał Sir Henry Frederick Bouverie powołał Centralną Komisję Zdrowia, składającą się z dziewięciu członków (Maltyjczyków i Brytyjczyków), aby nadzorować zgłaszane przypadki i zajmować się epidemią. Nowy organ po raz pierwszy zebrał się 22 czerwca i przedstawił następujące propozycje:
- W każdej dzielnicy wiejskiej, w najwyżej położonym i najbardziej przewiewnym miejscu miał zostać postawiony szpital tymczasowy.

- W każdej miejscowości należało powołać komitet lokalny, składający się z przewodniczącego, proboszcza, głównego lekarza i powszechnie szanowanych osób.

Do zadań lokalnych komitetów należało:
- Usuwanie brudu z ulic, sądów i piwnic.
- Odwiedzanie domów, ulokowanych w wąskich uliczkach, wilgotnych miejscach oraz nisko położonych.
- Jak najszybsze odkrywanie pierwszych symptomów choroby.
- Zachęcanie głów rodzin do jak najszybszego ubiegania się o pomoc medyczną.
- Niesienie wczesnej pomocy biednym i pozbawionym środków do życia poprzez wysyłanie ich do szpitala, jeśli sobie tego życzyli lub dostarczanie im leków do domu, gdyby zdecydowali się w nich pozostać.
- Dostarczanie wskazanym osobom drukowanych instrukcji, dotyczących leczenia choroby.
- Zachęcanie lekarzy do starannego wykonywania swoich obowiązków.

21 czerwca na wyspie Gozo utworzono podobny komitet (Comitato di Salute), który sformułował zasady podobne do tych obowiązujących na Malcie. Oprócz tego ustalono, że zmarli mieli być chowani na cmentarzach w obecności sierżanta policji, w grobach należało stosować zaprawę wapienną. W przypadku pochówku w kościele, grób musiał być dobrze opieczętowany.
Wielkie szpitale tymczasowe utworzono w Valletcie, Florianie, Isli, Mdinie, Żejtun, Żebbuġ, Ħamrun, Qormi i Żurrieq. Zachęcano ludzi do udawania się do szpitala, gdy tylko choroba znalazła się w początkowej fazie, jednakże większość pacjentów trafiała do szpitala w stanie agonalnym. Tym, którzy pozostali w domach, zapewniono bezpłatne leki i usługi.
29 czerwca na Gozo zdecydowano, że Conservatorio delle Zitelle zostanie wykorzystane jako szpital choleryczny na wypadek, gdyby choroba dotarła dna wyspę. Więźniowie mieli zostać przeniesieni do Casa San Calcedonio w Rabacie (obecnie duchowe centrum rekolekcyjne Manresa Retreat House).

### Problemy gospodarcze
Epidemia spowodowała ogromne trudności gospodarcze, ponieważ większość sklepów musiała zostać zamknięta. Spowodowało to stagnację gospodarczą, uderzającą głównie w biednych. W odpowiedzi na to, władze cywilne i kościelne stworzyły specjalne fundusze, z których zapewniono pomoc biednym i osobom pozbawionym z dnia na dzień środków do życia.

### Szczyt epidemii
Epidemia na wyspie Malcie osiągnęła swój szczyt w lipcu, kiedy odnotowano 6286 nowych przypadków, z czego 2743 osoby zmarły.
Epidemia objęła różne rejony Malty, w tym Florianę, Islę, Birkirkarę oraz szpitale wojskowe i morskie. Ludzie byli przerażeni i starali się unikać kontaktu nawet z bliskimi, co zostało opisane przez naocznego świadka Sarah Austin (żonę jednego z komisarzy królewskich, przebywającego na Malcie w latach 1836-1838). W pamiętniku napisała: 

Widziałam matki, które nie chciały zbliżać się do swoich dzieci, jak również mężczyzn, którzy unikali swych żon. Widziałam jednego z ośmiu braci (z klas wyższych), z których żaden nie zbliżył się do ojca, znajdującego się na łożu śmierci. Krótko mówiąc, to wszystko było odmianą okropnego egoizmu (...). Jeśli chodzi o leczenie, to wszystko nic nie daje. Nikt nic nie wie. Wszystko kończy się niepowodzeniem.

6 lipca choroba dotarła na wyspę Gozo, do końca miesiąca zarejestrowano 510 przypadków zakażeń, w wyniku czego śmierć poniosły 183 osoby. Epidemia szczególnie wysokie żniwo zbierała w biedniejszych dzielnicach, gdzie warunki mieszkaniowe i sanitarne były bardzo złe.
W sierpniu, a zwłaszcza we wrześniu, liczba nowych przypadków na wyspach maltańskich znacząco spadła, a epidemia zaczęła wygasać. 11 października 1837 roku ustała całkowicie.

## Bilans ofiar
Pomimo podjętych licznych środków ostrożności cholera na wyspach maltańskich siała spustoszenie przez ponad trzy miesiące, pozbawiając życia co najmniej 4224 osób. Bilans przedstawiał się następująco: 
- ludność cywilna Malty 103 344 osoby, potwierdzonych przypadków zakażeń na cholerę 7672 (7,4% populacji), z czego 3784 osoby zmarły (śmiertelność wśród zakażonych 49,3%);
- na Gozo – populacja 16 534 osób, odnotowano 818 przypadków cholery (4,9% populacji), z czego 368 osób zmarło (śmiertelność wśród zakażonych 45%);
- wojskowi oraz pracownicy cywilni pozostający na utrzymaniu armii - spośród 3214 osób odnotowano 313 przypadków cholery (9,7%), z czego 71 zmarło (śmiertelność wśród zakażonych 22,7%).